# Dle Yaman
Pour les articles homonymes, voir Deleyaman et Yaman.
Dle Yaman ou Délé Yaman (en arménien Դլե Յաման) est une mélodie arménienne. Elle est recueillie par le révérend père Komitas.

## Caractéristiques

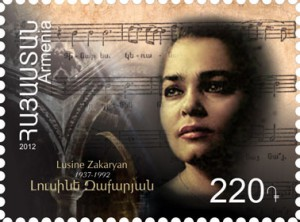
Lusine Zakaryan, interprète de cette mélodie.

D'origine populaire, cette mélodie, grâce au musicien Komitas, est réécrite selon un arrangement, afin d'être jouée et chantée au piano, maintenant dans le monde entier. Elle est parfois jouée seulement au duduk. En Arménie, elle a été récemment[Quand ?] réorchestrée par Djivan Gasparian et Levon Minassian. Il s'agit d'une histoire d'amour tragique entre deux êtres.

## Traduction
« Dle Yaman, notre maison, votre maison, face à face,

Dle Yaman, cela suffit avec tes clins d'œil,

Yaman Yaman Bien-aimé(e)

Dle Yaman, cela suffit avec tes clins d'œil,

Yaman Yaman Bien-aimé(e)

Dle Yaman, le soleil se leva sur le Massis

Dle Yaman, nostalgique je suis de mon ami(e),

Yaman Yaman Bien-aimé(e)

Dle Yaman, nostalgique je suis de mon ami(e),

Yaman Yaman Bien-aimé(e). »

— Serge Venturini.